# Hemelytroblatta livida
Hemelytroblatta livida är en kackerlacksart som först beskrevs av Brunner von Wattenwyl 1865.  Hemelytroblatta livida ingår i släktet Hemelytroblatta och familjen Polyphagidae. Inga underarter finns listade i Catalogue of Life.